# (4139) Ulʹyanin
(4139) Ulʹyanin ist ein Hauptgürtelasteroid, der am 2. November 1975 von Tamara Michailowna Smirnowa vom Krim-Observatorium aus entdeckt wurde. Er ist nach dem russischen Piloten Sergej Alekseevich Ulʹyanin (1871–1921) benannt.